# Tamarix canariensis
Tamarix canariensis és una espècie de planta de la família de les Tamaricàcies. És un petit arbre de branques purpúries o marró vermelloses. Les fulles presenten moltes glàndules secretores de sal. Les bràctees són iguals o més grans que el calze. El disc nectarífer és carnós, del qual neixen 5 estams.

## Distribució i hàbitat
Es localitza al voltant del Mediterrani occidental i a les Illes Canàries. Creix a sòls salins del litoral i de l'interior, a depressions i vores de rierols. Floreix a la primavera i a l'estiu. Amb aquesta espècie és possible que succeeixi el mateix que amb Quercus canariensis que les mostres d'herbari en què es basa el nom no vinguin de Canàries, sinó del nord-oest d'Àfrica (les va descriure el mateix autor i les va recol·lectar el mateix senyor, de manera que va poder haver passat el mateix canvi d'etiquetes que al roure andalús).

## Importància econòmica i cultural

### Usos
Les espècies del gènere Tamarix actualment són molt utilitzades per a la reforestació de talussos i mitjanes de carreteres a bona part de la península Ibèrica, per la qual cosa han arribat a naturalitzar algunes espècies exòtiques. En general totes elles reben el nom vulgar de Tamariu. El considerable augment d'espècies introduïdes dificulta la seva determinació, raó per la qual és fonamental l'estudi del disc nectarífer en què s'insereixen els estams. Altres espècies que s'utilitzen com a ornamentals són Tamarix gallica, Tamarix africana, Tamarix parviflora (flor primerenca) i Tamarix pentandra (flor a l'estiu).

### Exemplars destacables
Entre els exemplars més grans d'Espanya es troba els Tamarius del Prado, un grup de diversos arbres a la localitat de Sant Esteve de Llitera, a la Llitera, amb perímetres de 2,45 i 2,70 m.